# Weenhayek
Los weenhayek (en idioma wichí: los que son distintos) son un pueblo indígena perteneciente al grupo de los wichís o matacos, que habita en el Gran Chaco a ambos lados del río Pilcomayo en el departamento de Tarija en Bolivia y en áreas adyacentes de la provincia de Salta en Argentina. 

## Características
Los weenhayek son también denominados noctenes o matacos noctenes debido al dialecto del idioma wichí que ellos hablan, el wichí lhamtés nocten u oktenai. El idioma wichí forma parte de la familia lingüística mataco-guaicurú, subfamilia mataco-mataguayo. El primer alfabeto wichí -en caracteres latinos- fue creado por el misionero anglicano Richard Hunt. Desde la promulgación del decreto supremo n.º 25894 el 11 de septiembre de 2000 el weenhayek es una de las lenguas indígenas oficiales de Bolivia, lo que fue incluido en la Constitución Política al ser promulgada el 7 de febrero de 2009.
Muchos antropólogos atribuyen a los wichís origen patagónico o pámpido aunque con indudables influjos y aportes amazónidos y ándidos lo cual se ve reflejado en sus tallas: sus estaturas son generalmente menores que las de otras etnias chaquenses de la familia pámpida. 
El sistema de creencias de los wichís ha sido incluido por los antropólogos en el animismo y el chamanismo, rendían culto a los seres de la naturaleza y poseían la noción de un ser superior (Tokuah o Tokuaj) que regía al mundo. Desde 1943 la Misión Sueca Libre actuó entre los weenhayek de Bolivia hasta 2003.

## Historia
En las misiones franciscanas de Bolivia entre los ava guaraníes fueron también reducidos grupos de weenhayek. La primera mención de los noctenes es de 1843, en el informe de la expedición de los boliviana de Manuel Rodríguez Magariños al Pilcomayo boliviano, quien los nombra ojtenes.
En 1905 Bolivia secularizó las misiones y las tierras fueron adjudicadas a terratenientes. En 1915 tuvo lugar a a Matanza del Algodonal cerca de Crevaux en Bolivia, cuando un grupo de militares y criollos reunieron a un grupo de caciques weenhayek y los asesinaron.
En 1987 fue fundado el Comité Indígena Mataco, que en 1994 incorporó a los tapietes y organizaron un sistema de capitanías similar al de los ava guaraníes, por lo que fue creada la Organización de Capitanes Weenhayek y Tapietes (ORCAWETA).
El decreto supremo 23500 de 1993 les otorgó 195 659 hectáreas en convenios con los hacendados. El territorio fue dividido en 2 áreas: Área 1 en las secciones municipales Villamontes, Crevaux, D’Orbigny, Villa Ingavi de la provincia Gran Chaco, con una superficie de 196 435 ha; Área 2 en la sección Palmar Grande, con una superficie con 1200 ha. Pero después el territorio se redujo a 89 500 hectáreas con un ínfimo acceso al río Pilcomayo, pasando a empresas petroleras gran parte del área.

## Comunidades en Bolivia
Los weenhayek viven en Bolivia en las comunidades de San Antonio, Capirendita, Quebracheral, Algarrobal, San Bernardo, Villa Esperanza, Resistencia, Viscacheral y algunas otras, dentro de los municipios de Yacuiba, Villa Montes y Crevaux de la provincia Gran Chaco. Tienen 22 comunidades y la Misión Sueca Libre en Villa Montes. La población que se auto-reconoció como weenhayek en el censo boliviano de 2001 fue de 973 personas. Este número aumentó a 5315 en el censo de 2012. En este último censo debe agregarse 51 personas que se autorreconocieron como matacos.
Sus principales sustentos son la pesca, la recolección y las artesanías.

## Comunidades en Argentina
Las comunidades weenhayek en Argentina están ubicadas sobre la Ruta Nacional 86 en el departamento General José de San Martín, cerca de la ciudad de Tartagal en la provincia de Salta. No han obtenido aun reconocimiento jurídico como un pueblo separado del wichí por parte de las autoridades nacionales y provinciales, por lo que no participan en el Consejo de Participación Indígena del Instituto Nacional de Asuntos Indígenas ni en el Instituto Provincial de los Pueblos Indígenas de Salta.
La Comunidad Aborigen El Quebracho Kyelhyuktaj- kilómetro 5 Ruta 86 está ubicada a 5 kilómetros de Tartagal y enfrenta problemas de ocupación de la tierra. Otra comunidad ubicada en Tartagal es la Comunidad Aborigen Sachapera 2 Weenhayeck. La Comunidad Gallardo Weenhayek y la Comunidad Márquez - Pueblo Weenhayek se hallan en Embarcación.

## Cosmovisión
Los weenhayek comprenden el cosmos dividido en tres esferas: el mundo de arriba, considerado benévolo; la tierra, donde vive el hombre y los seres de la naturaleza; la esfera de abajo y la esfera peligrosa. Como todos los cazadores-recolectores, los weenhayek son grandes conocedores de los movimientos que rigen en su ecosistema; son estos movimientos los que les avisan el correcto tiempo o lugar de emprender sus actividades. Igualmente, observan estos movimientos que les avisan sobre la llegada de eventos buenos o malos.
Para los weenhayek todos los seres tienen alma, poder y pensamiento y se les debe respeto. Mediante el cristianismo se incorporó la idea de un Dios creador en la cosmovisión weenhayek, llamado “Qaa  Nilataj", pero se puede observar la tendencia de una nueva valoración del pensamiento tradicional.
Se puede mencionar las relaciones entre weenhayek que es armónica como miembros de una familia aunque son de distintos orígenes.